# Sharon Shason
Sharon Shason (Israel, 16 de marzo de 1978) es un jugador israelí de baloncesto. Juega de alero y su actual equipo es el Hapoel Jerusalén de la Ligat Winner de Israel.

## Trayectoria
Se formó en las categorías inferiores del Bney Yehuda, debutando en la Tercera División en 1996.

## Selección nacional
Ha sido internacional con la Selección de baloncesto de Israel, con la que ha disputado el Campeonato Europeo de Baloncesto Masculino de 2005.

## Clubes
- Bney Yehuda (1996-1997)
- Hapoel Galil Elyon (1997-2002)
- Ironi Nahariya (2002-2004)
- Ural Great (2004-2005)
- Maccabi Tel Aviv Basketball Club (2005-2007)
- Hapoel Jerusalén Basketball Club (2007-)

## Palmarés

### Campeonatos nacionales
| Título                            | Club                             | País   | Año  |
| --------------------------------- | -------------------------------- | ------ | ---- |
| Ligat Winner                      | Maccabi Tel Aviv Basketball Club | Israel | 2006 |
| Copa Estatal de baloncesto        | Maccabi Tel Aviv Basketball Club | Israel | 2006 |
| Ligat Winner                      | Maccabi Tel Aviv Basketball Club | Israel | 2007 |
| Copa Estatal de baloncesto        | Hapoel Jerusalén Basketball Club | Israel | 2008 |
| Supercopa de Israel de baloncesto | Hapoel Jerusalén Basketball Club | Israel | 2008 |